# الليالي البيض
اللّيالي البيض هي فترة من فترات السّنة، حسب التّقويم الهجري أو التقويم الأمازيغي ،هي في التقويم الهجري ليلة اليوم 13 وليلة اليوم 14 وليلة اليوم 15 من كل شهر. و تبدأ في التقويم الأمازيغي يوم 25 ديسمبر وتنتهي يوم 13 يناير، يكون الطّقس فيها شديد البرودة في الليل حيث ينزل البرد ودافئا في النّهار.

## التّسمية
سميت الليالي البيض في التقويم الهجري هكذا لأن لياليها تكون بيضاء بضوء القمر حين يشتد ضوءه عندما يصبح بدراً، وسمّيت بذلك في التقويم الأمازيغي لقلّة وجود السّحب والغيوم فيها.